# サン・ローラン級駆逐艦
サン・ローラン級駆逐艦（英語: St. Laurent-class destroyer）は、カナダ海軍の護衛駆逐艦の艦級。カナダで設計された初の大型水上戦闘艦であり、またのちにヘリコプター駆逐艦として改装されて、小型艦における大型ヘリコプター艦載化の嚆矢として注目された。建造単価は800万ドル。

## 来歴
連合国軍は大西洋の戦いで莫大な出血を強いられたものの、1945年までに、浮上ないし露頂した潜水艦は、もはや重大な脅威ではなくなっていた。しかし1943年ごろより、ドイツ海軍が新世代の水中高速潜の建造を進めているという情報がもたらされはじめていた。UボートXXI型は潜航状態で15～18ノット、そしてヴァルター機関搭載艦であれば26ノットという高速の発揮すら可能となっており、従来の護衛艦ではこのような水中高速潜には対抗困難と考えられた。実際、大戦後に接収したUボートXXI型を用いて行われた模擬戦では、重巡洋艦を含む有力なイギリス海軍部隊に対して、何らの抵抗も受けずに易易と模擬攻撃を成功させてみせた。
当面の敵としてのドイツ海軍はベルリン宣言によって消滅したものの、これらの技術を接収したソ連海軍は、ズールー型やウィスキー型など、UボートXXI型に範をとった水中高速潜の配備を進めていた。そして1940年代後半には、ベルリン封鎖などを通じて冷戦構造が顕在化しつつあったことから、1949年に北大西洋条約機構（NATO）が発足すると、対潜艦の配備が急がれることになった。
これを受けてカナダ海軍でも次世代対潜フリゲートが開発されることになり、イギリス海軍から派遣されたローランド・ベーカー造船官の主導のもと、1949年より作業が開始された。これによって建造されたのが本級である。当初計画では14隻が建造予定とされていたが、実際には、後期建造分7隻はレスティゴーシュ級として設計変更されて建造された。

## 設計

### 船体
本級の設計は、当時イギリス海軍が開発を進めていたホイットビィ級（12型）と関連して進められており、実質的に、同じ艤装品を異なる船体に配置したものとなっている。一方で、カナダ海軍の運用要求と、対英従属との批判を避ける意図から、船体設計は大きく異なるものとされた。大戦後のイギリスのフリゲートは、クロスロード作戦で得られた知見に基づき、核爆発の爆圧に抗堪できるように艦橋を船体に埋没させる構造としていたのに対し、カナダ海軍ではこの方針を棄却した。ただし艦橋構造物の高さは低く抑えられており、アメリカ海軍からは、本級の対潜戦能力を高く評価する一方、指揮官の視界の悪さが指摘されていた。
船型は平甲板型とされた。甲板上に打ち込んだ波浪の水はけや着氷を考慮し、甲板には曲面が付され、艦首甲板はタートルバック構造となり、錨はレセスに収容された。また没水部の船型も大きく異なっており、艦首部のV型フレームの部分はより長く、船体中央部はよりファインになっている。ホイットビィ級では、浮力を船体中央に集中させた痩せた船首尾の船型が採用されていたのに対し、カナダ海軍はこれを棄却した。すなわち、設計思想としてはむしろホイットビィ級と対照的なものであったが、結果的には英艦・加艦のいずれも成功し、NATO軍フリゲートのなかではもっとも航洋性に優れた艦と看做されるようになっていった。なお上部構造物や隔壁、艤装品などにはアルミニウム合金が導入されている。

### 機関
上記のように船体設計は独自性が強調された一方で、機関は12型の構成が導入されており、同型用に新規開発されたイングリッシュ・エレクトリックY-100型ギアード・タービンが採用された。これはアメリカ製の機関との比較評価のうえで採用されたものであり、イギリスからの輸入品であった。ただし本級では、高速時には相対的に静粛であると評価されたものの、21ノットまでの低速時には、主として機関部雑音のために水中放射雑音が大きいことが指摘されていた。
ボイラーはバブコック・アンド・ウィルコックス（B&W）社製の水管ボイラーを2缶搭載しており、蒸気性状は圧力43.3 kgf/cm2 (616 lbf/in2)、温度454 °C (849 °F)であった。また電源の合計出力は1,400キロワットであった。

## 装備

### 竣工時
レーダーはアメリカ製品が採用されており、対空捜索用としてAN/SPS-12、対水上捜索用としてAN/SPS-10が搭載された。一方、探信儀としては、EDOカナダ社が開発したSQS-503が搭載されたが、これはEDO社のアメリカ本社がアメリカ海軍向けに開発したものの採用されなかったAN/SQS-5をもとに発展させた10キロヘルツ級ソナーであった。また海底捜索用としてSQS-501（英海軍162型）、対潜迫撃砲の目標捕捉用としてSQS-502（英海軍170B型）も搭載された。
艦砲としては、50口径76mm連装速射砲を艦の前後に1基ずつ備え、AN/SPG-48追尾レーダーを備えたMk.63 GFCSによって管制した。また対空兵器として、60口径40mm単装機銃2基を備えていた。また対潜兵器としては、艦尾甲板に3連装のリンボーMk.10対潜迫撃砲2基を設置した。

### 改修後
1961年から1966年にかけて、大規模な近代化改修が行われた。この改修では、40mm単装機銃の全てと76mm砲・リンボー対潜迫撃砲1基ずつをバーターとして、艦尾にSQS-504可変深度ソナーを搭載するとともに、シーキング哨戒ヘリコプター1機分の格納庫およびヘリコプター甲板が設置された。このヘリコプター甲板には国産のベアトラップ着艦拘束装置が設置されたほか、船底にはフィンスタビライザーも追加装備された。また航空艤装との干渉を避けるため、煙突も2本に改正された。
カナダ海軍では、1956年にプレストニアン級フリゲート（旧英リバー級）「バッキンガム」に仮設したヘリコプター甲板でホワールウィンドHO4Sの運用試験に成功しており、本級でのシーキングの運用はこの成果を踏まえたものであった。これらの施策により、カナダ海軍は、駆逐艦・フリゲートからの大型ヘリコプターの運用にかけて第一人者となった。
その後、1980年代には艦齢延伸改修（DEstroyer Life EXtension program, DELEX）が行われた。これは装備の更新を伴うものではなかったが、1982年に改修された「フレイザー」ではSQR-501 CANTASSが試験的に搭載された。同艦のほか、「スキーナ」「オタワ」でも曳航ソナーの搭載計画があったが、こちらは実現しなかった。

## 諸元表
|            | 護衛駆逐艦（新規建造時）                                                   | ヘリコプター駆逐艦（DELEX改修後） |
| ---------- | -------------------------------------------------------------------------- | --------------------------------- |
| 満載排水量 | 2,600 t                                                                    | 2,920 t                           |
| 全長       | 113.1 m                                                                    | 113.1 m                           |
| 全幅       | 12.8 m                                                                     | 12.8 m                            |
| 吃水       | 4.0 m                                                                      | 4.3 m                             |
| 機関       | B&W式水管ボイラー×2缶                                                      | B&W式水管ボイラー×2缶             |
| 機関       | イングリッシュ・エレクトリックY-100型ギアード・タービン×2基 (計30,000 shp) |                                   |
| 機関       | スクリュープロペラ×2軸                                                     |                                   |
| 速力       | 28 kt                                                                      | 28 kt                             |
| 航続距離   | 4,750海里 (14 kt巡航時)                                                    | 4,750海里 (14 kt巡航時)           |
| 乗員       | 249名                                                                      | 213名＋航空要員20名               |
| 兵装       | 50口径76.2mm連装速射砲×2基                                                 | 50口径76.2mm連装速射砲×1基        |
| 兵装       | 60口径40mm単装機銃×2基                                                     | －                                |
| 兵装       | リンボーMk.10対潜迫撃砲×2基                                                | リンボーMk.10対潜迫撃砲×1基       |
| 兵装       | －                                                                         | 324mm3連装短魚雷発射管 ×2基       |
| 艦載機     | －                                                                         | シーキング哨戒ヘリコプター×1機    |
| GFCS       | Mk.63                                                                      | Mk.63                             |
| レーダー   | AN/SPS-12 対空捜索用                                                       | AN/SPS-12 対空捜索用              |
| レーダー   | AN/SPS-10B 対水上捜索用                                                    |                                   |
| ソナー     | SQS-501 海底捜索用 (英162型)                                               | SQS-501 海底捜索用 (英162型)      |
| ソナー     | SQS-502 目標捕捉用 (英170型)                                               |                                   |
| ソナー     | SQS-503 捜索用                                                             |                                   |
| ソナー     | －                                                                         | SQS-504 可変深度式                |
| 電子戦     | DAU HF/DF装置                                                              | SRD 501 HF/DF装置                 |
| 電子戦     | －                                                                         | AN/WLR-1C ESM装置                 |
| 電子戦     | －                                                                         | UPD-501 レーダー波探知            |

## 同型艦一覧
| #           | 艦名                            | 造船所                      | 起工            | 就役            | 退役            |
| ----------- | ------------------------------- | --------------------------- | --------------- | --------------- | --------------- |
| DDE→DDH-205 | サン・ローラン HMCS St. Laurent | カナディアン・ ヴィッカース | 1950年 11月22日 | 1955年 10月29日 | 1974年 6月14日  |
| DDE→DDH-206 | サグネ HMCS Saguenay            | ハリファックス造船所        | 1951年 4月4日   | 1956年 12月15日 | 1990年 6月26日  |
| DDE→DDH-207 | スキーナ HMCS Skeena            | バラード・ヤーロウ          | 1951年 6月1日   | 1957年 3月30日  | 1993年 11月1日  |
| DDE→DDH-229 | オタワ HMCS Ottawa              | カナディアン・ ヴィッカース | 1951年 6月8日   | 1956年 11月10日 | 1992年 7月31日  |
| DDE→DDH-230 | マーガリー HMCS Margaree        | ハリファックス造船所        | 1951年 9月12日  | 1957年 10月5日  | 1992年 5月2日   |
| DDE→DDH-233 | フレイザー HMCS Fraser          | バラード・ヤーロウ          | 1951年 12月11日 | 1957年 6月28日  | 1994年 10月5日  |
| DDE→DDH-234 | アシニボイン HMCS Assiniboine   | マリン・インダストリーズ    | 1952年 5月19日  | 1956年 8月16日  | 1988年 12月14日 |